# Tupinambá
Tupinambá je grupa plemena američkih Indijanaca u obalnim područjima Brazila srodnih Tupi Indijancima. Kultura ovih plemena bijaše slična drugim plemenima Tupi nastanjenih uz brazilsku obalu, kao što su bili Urubu ili Kaa Por. 
Smatra se da su u vrijeme španjolske konkviste (16. stoljeće) razne Tupi grupe migrirale iz amazonskog bazena prema obali i potisnula domorodna plemena. Tupinambe su stanovali po selima od 4 do 8 velikih komunalnih kuća, odnosno 100-200 ljudi s 30 pa do 60 proširenih obitelji. Osim patrilokalnih poglavica, ostali oženjeni muškarci imali su matrilokalno stanište. –Tupinambe su živjeli od intenzivne poljoprivrede, plus lov, ribolov i sakupljanje. Kukuruz (pet vrsta) i četiri vrste manioke glavne su im kulture. Šamanizam je bio raširen među svima ovim grupama. Šaman je imao natprirodne mogućnosti da dolazi u kontakt s duhovima i liječi bolesti.  
'Maraca'-zvečke, načinjene od tikava i ispunjene kamenčićima, koje su još sačuvali Urubu Indijanci, bijahu sveta stvar Tupinambama. Maraca je glavna oprema šamana a mora joj se čak darovati i hrana. Tupinambe su prakticirali ritualni kanibalizam nad ratnim zarobljenicima.  Nad zarobljenicima se lijepo postupalo, sve dok ne bi došao trenutak smaknuća. 
Nakon kontakta s Europljanima mnoge skupine Tupinamba nestale su, asimilirane i pretopljene u brazilsko društvo. Nešto sačuvanih danas živi po istočnobrazilskim rezervatima. 

## Plemena
- Apigapigtanga, Araboyara, Ararape, Caeté (Caheté), Guaracaio (Itati), Muriapigtanga, Potiguára (Pitonara), Rariguora, Tabajara ili Tobajara, Tamoyó, Timimino, Tupinikin, Viatan.

Najbliži srodnici su im susjedna plemena Tupina (Tupiguae) s Amoipira i Aricobé.